# Nikolaj Tschalamoff
Nikolaj Tschalamoff (* 22. November 1937 in Kasanlak, Bulgarien; † 11. Dezember 2008; auch Klaus Tschalamoff) war ein deutsch-bulgarischer Ingenieur und Politiker (CDU der DDR; CDU). 1990 gehörte er der letzten Volkskammer der DDR an.

## Leben und Beruf
Tschalamoff war der Sohn eines bulgarischen Flugzeugmechanikers, seine Mutter war die Tochter eines deutschen Baptistenpastors. Sein Vater verstarb bereits 1939. 1943 zog er mit seiner Mutter und seinem Bruder ins Sudetenland, 1945 wurde die Familie vertrieben und ließ sich in Schönebeck (Elbe) nieder.
Nach dem Besuch der Grundschule absolvierte Tschalamoff von 1952 bis 1954 eine Lehre zum Dreher, in diesem Beruf war er anschließend tätig. Später studierte er an der Ingenieurschule für Kraftfahrzeugtechnik in Zwickau, das Studium schloss er 1961 als Ingenieur ab. Als solcher war er bis 1990 im Traktorenwerk Schönebeck tätig, zuletzt war er Beauftragter für Neu- und Weiterentwicklung. In dieser Zeit wurde er mehrfach erfolglos vom Ministerium für Staatssicherheit angeworben.
1991 wechselte er ins Wirtschaftsministerium des Landes Sachsen-Anhalt. Bis zu seinem Eintritt in den Ruhestand 2003 war er dort Referatsleiter für Forschung und Technologieförderung.
Seit 1964 war er verheiratet, das Paar hatte vier Kinder.

## Engagement
Seit seiner Taufe 1952 gehörte Schalamoff der evangelisch-freikirchlichen Baptistengemeinde in Schönebeck an. Er war langjähriger Leiter dieser Gemeinde und engagierte sich für den Wiederaufbau der örtlichen Synagoge, das heutige Schalom-Haus, welcher von 1983 bis 1986 erfolgte. Auf seine Initiative hin wurde 1998 ein Holocaust-Mahnmal in Schönebeck errichtet. Ferner leitete er die evangelische Allianz in Schönebeck.
1989 beteiligte er sich an den Montagsdemonstrationen.
Tschalamoff war Beauftragter der Industrie- und Handelskammer Magdeburg für internationale und regionale Zusammenarbeit. 2007 wurde er Vorsitzender der Bürgerstiftung Salzland-Region Schönebeck.

## Politik
Bei der Volkskammerwahl 1990 kandidierte Tschalamoff auf Listenplatz 11 der CDU-Liste im Wahlkreis Magdeburg. Die CDU errang dort 13 Mandate, wodurch er in die Volkskammer einzog. Dort war er Mitglied der CDU/DA-Fraktion. Der Volkskammer gehörte er bis zu deren Auflösung zum 2. Oktober 1990 an.
Von 1994 bis 2006 gehörte er dem Kreistag des Landkreises Schönebeck an, dort war er Vorsitzender des Wirtschaftsausschusses.

## Ehrungen
Am 2. Dezember 2005 wurde Tschalamoff das Bundesverdienstkreuz am Bande durch Ministerpräsident Wolfgang Böhmer verliehen. 2011 wurde das Technikum am Technologie- und Gründerzentrum in Bitterfeld-Wolfen nach ihm benannt.